# Hozier (nhạc sĩ)
Andrew John Hozier-Byrne (sinh ngày 17 tháng 3 năm 1990) hay thường gọi là Hozier là một ca sĩ, nhạc sĩ người Ireland, anh đến từ Bray, County Wicklow. Vào năm 2013 anh ra mắt album đầu tay của mình với ca khúc hit chủ đề "Take Me to Church". Năm 2014 anh tiếp tục ra album thứ 2 "From Eden".

## Đầu đời
Hozier sinh ra ở Newcastle, County Wicklow, Ireland vào ngày 17 tháng 3 năm 1990. Trong thời gian anh sinh ra, cha anh, John Byrne, làm nhân viên ngân hàng và kiếm việc làm vào buổi tối với tư cách là một tay trống nhạc jazz, trong khi mẹ anh, Raine Hozier-Byrne, một nghệ sĩ nội trợ. Ở tuổi mười lăm, Hozier bắt đầu viết bài hát, học cách chơi guitar và hát trong dàn hợp xướng của trường. Cha mẹ anh lớn lên là người Công giáo nhưng sau đó lại theo đạo Quaker. Hozier theo học tại Trường Quốc gia Delgany trước khi chuyển đến Trường Công giáo St. Gerard. Sau khi tốt nghiệp trung học, Hozier theo học tại Trinity College Dublin, nơi anh học âm nhạc. Anh ấy đã trượt kỳ thi thu âm demo cho một hãng âm nhạc và bị trường đại học từ chối hoãn lại một năm.

## Danh sách đĩa nhạc

### Album
- Hozier (2014)
- Wasteland, Baby! (2019)
- Unreal Unearth (2023)